# Nguyễn Văn Quynh
Nguyễn Văn Quynh (sinh ngày 25 tháng 11 năm 1953) là một chính trị gia người Việt Nam. Ông từng là đại biểu Quốc hội Việt Nam khóa XII nhiệm kì 2007-2011, thuộc đoàn đại biểu Quảng Ninh, Trưởng đoàn Đại biểu Quốc hội tỉnh Quảng Ninh khóa 12, Ủy viên Ủy ban Tài chính-Ngân sách của Quốc hội khóa 12. Trong Đảng Cộng sản Việt Nam, ông là Ủy viên Ban chấp hành TW Đảng; Phó Ban Tổ chức Trung ương Đảng Cộng sản Việt Nam.

## Xuất thân
Ông sinh ngày 25 tháng 11 năm 1953, người dân tộc Kinh, không theo tôn giáo nào, quê quán ở xã Tiên Cường, huyện Tiên Lãng, TP Hải Phòng.

## Giáo dục
Ông có trình độ chuyên môn là Cử nhân sư phạm Hóa, Cử nhân Tuyên giáo ngành KT Ctrị học, và có bằng Cao cấp lý luận chính trị.

## Sự nghiệp
Ông gia nhập ĐCSVN vào ngày 5/12/1979.
Khi là ĐBQH 12 tỉnh Quảng Ninh, ông đồng thời là Ủy viên Ban chấp hành TW Đảng; Phó Ban Tổ chức Trung ương; Ủy viên Ủy ban Tài chính, ngân sách của Quốc hội, Trưởng đoàn đại biểu Quốc hội tỉnh Quảng Ninh, làm việc ở Ban Tổ chức Trung ương Đảng CSVN (2A Hoàng Văn Thụ, Hà Nội).